# Bécal
Bécal es una ciudad del estado mexicano de Campeche, localizada en el Municipio de Calkiní, al noreste del territorio estatal.
La localidad tiene el título de Junta Municipal la cual abarca las localidades de: Bécal e Isla Arena.

## Toponimia
Se dice que su nombre proviene de Bé-akal (camino al aguaje o jagüey) o de Bel-cá (camino de pueblo); otra acepción es Bel-há (camino de agua).

## Fundación
La ciudad de Bécal fue fundada en 1450, aproximadamente.